# Soft tennis
Soft tennis is een racketsport die nauw verwant is aan tennis. Deze sport werd in 1884 in Japan ontwikkeld. Het verschil met tennis is de tennisbal, die bij soft tennis veel lichter is. Daarnaast worden bij het soft tennis lichtere tennisrackets gebruikt. Dit zorgt ervoor dat de bal minder hard terugstuitert vanaf de grond en in het algemeen makkelijker te controleren is dan bij tennis.
De sport wordt hoofdzakelijk beoefend in Azië, vooral in Japan, Taiwan, Zuid-Korea en de Filipijnen. In 2004 werd soft tennis geïntroduceerd in Europa. België, Nederland, Polen, Hongarije, Tsjechië en het Verenigd Koninkrijk hebben allemaal actieve softtennisfederaties. Zij zijn ook alle lid van de European Soft Tennis Federation en de International Federation JSTA.
Sinds 1975 worden er elke vier jaar wereldkampioenschappen in soft tennis georganiseerd door de ISTF. Soft tennis maakt ook sinds 1990 deel uit van de Aziatische Spelen.
In het soft tennis worden een aantal slagen gebruikt die in het tennis nauwelijks voorkomen, zoals de underhand cut (onderhandse slag) en de reverse (het omgekeerde van de slice).

## Puntentelling
- Men telt de gamepunten als 1, 2, 3, 4, 5, 6 en verder in plaats van 15, 30, 40, zoals bij het normale tennis.
- De wedstrijden gaan meestal over 1 gewonnen set.
- Een set in het enkelspel wordt gewonnen door de speler die het eerst 4 games wint ('best of zeven' format).
- Een set in het dubbelspel wordt gewonnen door de speler die het eerst 5 games wint ('best of negen' format).
- Een game wordt gewonnen door de speler/paar die de eerste vier punten wint. Bij een stand van 3-3 (deuce), wordt er doorgespeeld totdat er twee punten verschil zijn.
- In de beslissende game wordt geen tiebreak gespeeld, maar na iedere twee punten gaat de opslag naar de andere kant. Bovendien wordt na de eerste twee punten en daarna na iedere vierde punt van speelhelft gewisseld.
- In het dubbelspel serveert ieder twee punten achter elkaar, in plaats van een hele game zoals bij het tennis.